# 聖剣伝説
聖剣伝説（せいけんでんせつ）は、スクウェア・エニックス（旧・スクウェア）より発売されているアクションRPGのシリーズ作品である。2024年時点でシリーズ累計販売本数は900万本を超える。

## 概要
シリーズ第1作である『聖剣伝説 〜ファイナルファンタジー外伝〜』は、同社の代表作であるRPG『ファイナルファンタジーシリーズ』（以下、FFシリーズ）の派生作品のひとつとしてリリースされたが、『聖剣伝説2』以降の作品はFFシリーズから独立し、独自の路線を歩んでいる。
シリーズ通しての特徴として「大切な人との死別、失う悲しみ」をテーマとしているが、この思想は映画ニューシネマパラダイスが原点である事が石井浩一のインタビューで語られている。また、3作目までは王道のファンタジー路線だったが、4作目以降からシュールリアリスティテック要素の強い世界観（純粋な人間が少ない本作独自の生物や幻想的な背景）と変化した。
2005年のE3にて聖剣伝説プロジェクトとして「THE WORLD of MANA」がスタート、『聖剣伝説DS CHILDREN of MANA』以降の作品はこの「THE WORLD of MANA」のマークが表記され、精霊やマナの女神、聖剣のデザインがほぼ統一されている。欧米では、シリーズ作品のタイトルが第1作を除いて「 - of Mana」で統一されていることから「Mana series（マナシリーズ）」としても知られている。
なお、1987年にスクウェアが発売を予定し、後に発売中止となったファミリーコンピュータ ディスクシステム用の横スクロール型アクションRPGも『聖剣伝説 THE EMERGENCE OF EXCALIBUR』（ジ エマージェンス オブ エクスカリバー）という名前であった。登録済みであった「聖剣伝説」の商標を継承した点を除き、現在のシリーズとの関連性は無い（ディスク・オリジナル・グループも参照）。発売中止となったこのゲームの趣旨は同年12月に発売された『ファイナルファンタジー』第1作へと受け継がれている。開発中止になった理由として、坂口博信は後年「ディスクシステムでやるには企画が大き過ぎた」「開発が無限ループにハマってしまい、完成しない状態になってしまった」と述べている。
また、日本国外では『聖剣伝説3』は発売されておらず、その代わりに『シークレット・オブ・エバーモア』（SNES）という同様のゲームシステムを使った作品が発売されていた。こちらは逆に日本では未発売となっており、共通するのはゲームシステムの類似点のみである。
2017年6月1日にはシリーズ25周年作品として初期3作品をまとめたNintendo Switch用ソフト『聖剣伝説コレクション』が発売された。CEROのレイティングはB（コンテンツアイコンは「犯罪」）。

## シリーズ一覧
ほとんどがアクションRPGだが、一部の作品はジャンルが異なる。発売日は初出機種のものを記載。
| 1991 | 聖剣伝説 ～ファイナルファンタジー外伝～ |
| 1992 |                                         |
| 1993 | 聖剣伝説2                               |
| 1994 |                                         |
| 1995 | 聖剣伝説3                               |
| 1996 |                                         |
| 1997 |                                         |
| 1998 |                                         |
| 1999 | 聖剣伝説 LEGEND OF MANA                 |
| 2000 |                                         |
| 2001 |                                         |
| 2002 |                                         |
| 2003 | 新約 聖剣伝説                           |
| 2004 |                                         |
| 2005 |                                         |
| 2006 | 聖剣伝説DS CHILDREN of MANA             |
| 2006 | 聖剣伝説 FRIENDS of MANA                |
| 2006 | 聖剣伝説4                               |
| 2007 | 聖剣伝説 HEROES of MANA                 |
| 2008 |                                         |
| 2009 |                                         |
| 2010 |                                         |
| 2011 |                                         |
| 2012 |                                         |
| 2013 | 聖剣伝説 CIRCLE of MANA                 |
| 2014 | 聖剣伝説 RISE of MANA                   |
| 2015 |                                         |
| 2016 |                                         |
| 2017 |                                         |
| 2018 | 聖剣伝説2 SECRET of MANA                |
| 2019 |                                         |
| 2020 | 聖剣伝説3 TRIALS of MANA                |
| 2021 |                                         |
| 2022 | 聖剣伝説 ECHOES of MANA                 |
| 2023 |                                         |
| 2024 | 聖剣伝説 VISIONS of MANA                |

### ナンバリング作品
- 聖剣伝説 〜ファイナルファンタジー外伝〜 （1991年6月28日：ゲームボーイ） / アクションRPG
  - 新約 聖剣伝説 （2003年8月29日：ゲームボーイアドバンス） / アクションRPG
内容を大幅に変更した初代のリメイク。
  - 2006年8月16日にS!アプリ/iアプリ/EZアプリ (BREW)にてカラーリメイク版が登場。
  - 2016年2月24日にPlayStation Vita/iOS/Androidにて3Dリメイク版が登場。
- 聖剣伝説2 （1993年8月6日：スーパーファミコン/Wii（バーチャルコンソール）） / アクションRPG
  - 2009年以降、iアプリ/EZアプリ (BREW)/iPhone/iPod touchでモバイル移植版が登場。
  - 聖剣伝説2 SECRET of MANA（2018年2月15日：PlayStation 4、PlayStation Vita、Steam）
『2』の3Dフルリメイク。
- 聖剣伝説3 （1995年9月30日：スーパーファミコン） / アクションRPG
  - 聖剣伝説3 TRIALS of MANA（2020年4月24日：PlayStation 4、Nintendo Switch、Steam）
『3』の3Dフルリメイク。
- 聖剣伝説4 （2006年12月21日：PlayStation 2） / アクションアドベンチャーゲーム
- 聖剣伝説コレクション（2017年6月1日：Nintendo Switch）
シリーズ25周年記念作品。GB版『FF外伝』、SFC版『2』および『3』の3タイトルをまとめて移植したもの。
- 聖剣伝説 VISIONS of MANA[注釈 2]（略称:VOM、2024年8月29日：PlayStation 5、PlayStation 4、Xbox Series X/S、PC（MicrosoftStore、Steam）） / アクションRPG

### 非ナンバリング作品
- 聖剣伝説 LEGEND OF MANA （略:LOM、1999年7月15日：PlayStation、PSP/PS3（ゲームアーカイブス）） / アクションRPG
  - 2021年にNintendo Switch/PlayStation 4/Steam/iOS/AndroidにてHDリマスター版が登場。
- 聖剣伝説DS CHILDREN of MANA （略:COM、2006年3月2日：ニンテンドーDS） / アクションRPG
- 聖剣伝説 FRIENDS of MANA （略:FOM、2006年10月18日：S!アプリ、iアプリ、EZアプリ (BREW)） / ネットワークRPG
- 聖剣伝説 HEROES of MANA （略:HOM、2007年3月8日：ニンテンドーDS） / リアルタイムストラテジーRPG
- 聖剣伝説 CIRCLE of MANA （2013年3月5日：スマートフォン（Android端末：Android 2.2以降・iOS対応端末：iOS 4.0以上）、フィーチャーフォン（docomo/au/SoftBank Flash Lite 1.1対応機種）） / ソーシャルカードRPG（GREE）
- 聖剣伝説 RISE of MANA （略:ROM、2014年3月6日：スマートフォン（iOS/Android）、PlayStation Vita） / アクションRPG ※2016年3月31日サービス終了[5]
- 聖剣伝説 ECHOES of MANA （略:EOM、2022年4月27日：スマートフォン（iOS/Android）） / アクションRPG ※2023年5月15日サービス終了[6]

なお、日本国外ではナンバリングが振られておらず、『FF外伝』は原作が「Final Fantasy Adventure」・3Dリメイクが「Adventures of Mana」、『2』は「Secret of Mana」、『3』は「Trials of Mana」、『新約』は「Sword of Mana」、『4』は「Dawn of Mana」、その他外伝作品は聖剣伝説の部分を除いた「 - of Mana」というタイトルになっている。

### 発売中止作品
- 聖剣伝説 LEGEND OF MANA 2 （PlayStation）
- 新約 聖剣伝説2 （ゲームボーイアドバンス）
- 聖剣伝説（仮称） （Wii）

### シリーズごとのつながり
以下のシリーズは時系列でつながっている。
- 聖剣伝説4→（10年後）→聖剣伝説DS CHILDREN of MANA→（300年後）→聖剣伝説 PRINCESS of MANA
- 聖剣伝説 HEROES of MANA→（19年後）→聖剣伝説3
- 聖剣伝説 FRIENDS of MANA→（数年後）→聖剣伝説 LEGEND of MANA

その他のシリーズは特に明記されていない。しかし、『イルージアの山』（4ではイルージャ島）、『ジャド』、『トップル』、『ウェンデル』、『イシュ』、『ロリマー』、『バンドール帝国』（2では、ヴァンドール帝国）、『ファ・ディール』と言った各作品において同じ名前の国や世界が存在している。
『VoM』では、ファ・ディールは精霊が住む精霊界、人間が住む人間界、神や神獣が住む神界、あらゆる生命が住む命界、そしてイルージャ島とマナの聖域がある樹界が5つの世界が重なり合う世界だと判明する。
また、『3』ではハーフエルフのシャルロット専用防具として、『2』で登場したポポイの名を冠した「ポポイのおさがり」というアイテムが登場するが、『3』の世界にはポポイの名が何を意味するのか知るものは存在しないとされている。

## シリーズ全般に共通するもの

### マナの女神
タイトルにもある「聖剣」を残した女神。自らが持っている「黄金の杖」で世界を創造し、その後、自らの身体を大樹に換えて世界を見守っている。その場所は「聖地」あるいは「聖域」と呼ばれ、難攻不落の地であり、封印の為に彼女が作り出した何匹もの神獣達が聖地への入り口を守っている場合もある。魔法の力の源でもある「マナ」を常時発生させていて、全ての生き物は何らかの形で「マナ」の恩恵を受けている。彼女が使っていた杖は後に剣（聖剣）へ変化し、今も大樹の根元に刺さっている。この設定のモデルとなっているのは、北欧神話に登場する世界樹「ユグドラシル」である。
『聖剣伝説3』では「木の妖精」達が常に周囲を飛び回り、樹木となった女神の世話を焼いている。また、『LOM』では「草人」と呼ばれる種族を生み出して各地に住まわせたり、『聖剣伝説1』『聖剣伝説2』では「マナの一族」と呼ばれる人々の中から選ばれた者を拠り所にして復活する事が出来る様にしている等、万が一、樹が枯れてしまった場合にも備えている。『聖剣伝説4』では、その前身に当たる『大樹』とその誕生の経緯が描かれている。しかし、毎回の如く、枯れたり切られたりする災難（砲撃により根元を残して消し飛ばされた作品もある）に遭っており、聖剣伝説シリーズは彼女の樹としての破壊⇒再生の物語でもある。

### フラミー
ファンタジーRPGには移動手段として様々な乗り物があるが、聖剣シリーズでは『2』以降に乗り物代わりにこのフラミーが登場する。ただし、登場しても石像の姿などで乗れない作品もある。角はなく、獣耳を生やし、オレンジ色のたてがみを有しており、4枚の鳥の様な翼が背中から生えている竜のような生き物。蛇腹風なお腹側を除いて全身が黄色のふわふわした体毛に覆われており、端ばしの風きり羽は青みが掛った緑色の様を見せる。
作品によって若干扱いが異なっており、『2』でのフラミーは卵胎生。『3』では「山と空の守護神」や「翼あるものの父」と呼ばれ信仰の対象にもなっているが、登場した個体は若い雌だった。『4』の個体はブレスを吐いている場面もあった。シリーズを総じて、大きさはマナの放出量によって増大したり小型化したりする。乗り物としてフラミーが召喚出来る場合には必ずといって良い程でんでん太鼓（作中では「風の太鼓」と呼ばれる）で召喚されている。

### 精霊
『2』から登場する「マナ」より生まれた8つの属性を持った精霊。火の精霊「サラマンダー」、水の精霊「ウンディーネ」、風の精霊「ジン」、土の精霊「ノーム」、光の精霊「ウィル・オ・ウィスプ」、闇の精霊「シェイド」、樹の精霊「ドリアード」、月の精霊、「ルナ」である。また、作品ごとに性格が異なる。 『LEGEND OF MANA』では、ルナの代わりに金の精霊「アウラ」が登場する。『CHILDREN of MANA』以降はデザインが統一されている。『4』とその300年後を描いた漫画『PRINCESS of MANA』では、前述した、8属性とは異なり属性を持たない特別な無属性の精霊、「フィー」と「セイレイ」が登場する。

### ワッツ
『聖剣伝説1』から登場する背が小さくずんぐりとした体格や、頭に大きな兜を被っている冒険好きなドワーフ。ミスリルを探しており、相談するとアイテムを売ってくれる。GB版・リメイク版・新約のどれも同じ設定となっている。武器はアックスで、魔法は使えない。『聖剣伝説2』以降は、腕の良い鍛冶屋として登場する。『聖剣伝説4』では、イシュの王マイスター・ワッツとして登場、さらに自らが作った戦車でエルディを援護する。

### ボン・ボヤジ
『聖剣伝説1』から登場する毛むくじゃらのおじさん。
住民曰く「変なおやじ」。
発明家でもあり、マーシーを作ったり、瀕死のチョコボを改造人間よろしくホバー機能を追加して復活させたりと腕は確かなようである。
また遺跡や地理などの知識もあり、ダイムの塔や遺跡の洞窟に関しての情報や、封印魔法の情報や、ロリマー王国の所在地などを教えてくれる。
ただ、マーシーをダイムの塔に50年も置いてけぼりにして完全に忘れているなど洒落にならない点もある。
シーバ同様に年齢不詳。
名前の由来はフランス語のBon Voyage（良い旅を）。
『LEGEND OF MANA』以降は大きな頭に直接手足がついた奇妙な姿。（初代の3Dリメイクでもこのデザインで登場する)
『聖剣伝説3』では身内が３人（妹・弟・従妹）登場しており、いずれも仏語の挨拶が由来。
『CHILDREN of MANA』では本人ではなく三人の弟子が登場している。

### ニキータ
『聖剣伝説2』から登場するがめつい猫の商人。『聖剣伝説2』と『聖剣伝説3』までは黒猫そっくりな獣人だった。『LEGEND OF MANA』以降の作品は、ウサギのような耳をした太っちょの猫に変更される。『CHILDREN of MANA』では、ワンダラー・ニキータが主人公として登場している。

### モティさん
『2』以降に登場するシリーズ恒例のキャラクター。宿屋フロント、店屋カウンターなどを勤めるターバンを巻いた一族。名前のように思えるが、実は出身村の名前から付けられた職業名である。彼ら独特の踊りも「モティ踊り」と呼ばれている。外見はみな同じように見えるが、作らせたカレーの種類で個性の違いがわかる。たとえば『LOM』の港町ポルポタにいるモティさんはシーフードカレーを得意としている。『4』と『COM』では、砂漠の連邦ジャドの首長であるブラザー・モティが登場する。

### トレント
『LEGEND OF MANA』以降の作品に登場する言葉を話す巨木。『LEGEND OF MANA』では、主人公の自宅で果実を栽培してくれる果樹園の主である。『聖剣伝説4』では、イルージャ島のふしぎの森に根づいている巨木。長きに渡り穢れた聖剣を体の中に封じ込めていた。仮面の導師(グランス)とは面識がある模様。エルディが彼の元へ辿り着いた際、目の前で穢れた聖剣の力が目覚めてしまい、タナトストレントへと変貌してしまう。エルディに倒され、穢れた聖剣を吐きだしたことで一時的に元の姿に戻ったが、体は既に限界を迎えており、エルディに守護聖獣が死の山にいることを伝え消滅した。

### ガイア
『聖剣伝説1』から登場する意思を持つ大顔面岩。ウェンデルの西にある洞窟の番人。
洞窟の上に穴ぼこのような目があり、ガイアの口が洞窟への入口になっている。大昔の怪物が化石化したものらしく、黒い目と口だけののぺーっとした顔が壁面に浮かび上がっている様は中々気味が悪い。(リメイク版では、『LEGEND OF MANA』以降のガイアと同じ顔に。)『LEGEND OF MANA』では、大地の顔ガイアと呼ばれるマナの七賢人の一人。
人形師アニュエラによって命を吹き込まれた街道の大岩だが、ガイア曰く「世界誕生当時から自分はここに存在していて、喋れるようになっただけ」との事。
ガイアという名前も自分で名乗った。本人曰く800億年ほど存在しているらしい。
七賢人は若手のロシオッティですら500歳近いが、ガイアは文字通り桁違いの時を過ごしている。
彼の賢人としての役割は「全知の意味を教える」ことである。ガイア=大地そのものである為、これまで世界で起こった事は全て知っている。同時に、この大地に生きる者はすべてガイアの子供のような存在であり、
ガイアはどんな人物であろうと「子供達」と呼び慈しんでいる。

### アナグマ
『LEGEND OF MANA』以降に登場するアナグマの姿をした獣人。アナグマ語と呼ばれる独特な言語を持っている。『CHILDREN of MANA』では普通の言語を話す個体もいる。

### サボテン君
『LEGEND OF MANA』以降に登場するサボテン。『LEGEND OF MANA』では、いつもマイホームの2階においてある植木鉢に「生えて」おり、通常は話しかけても「･･･」と何も反応してくれない。
しかしシナリオをクリアした直後に話しかけると主人公がその時のあらましや心境を話しているらしく、その話に一言しゃべり返してくる。
そして主人公が2階から立ち去ると、柱につけられた葉っぱのメモ帳に向かってとてとてと歩いて行き、感想を日記として書き残す。
『新約聖剣伝説』ではサボテンハウスで生活している。『TRIALS of MANA』では世界の至る所に存在（全・50箇所）しており、見つけた数に応じて冒険を有利にする特典（マップ中の宝箱の数を表示したり、店の売り物の値段の割引など）がもらえる、やり込み要素として登場。

### 大魔女アニス
シリーズのいくつかの作品において登場し、それぞれの作品世界で何らかの災いを引き起こした元凶とされる悪しき大魔女。
『LEGEND OF MANA』で語られている何らかの災いを引き起こした元凶とされており、「大魔女」とまで呼ばれている。ファ・ディールの歴史に最初に名を残した有名な人物。
マナの七賢人の一人アニュエラの母でもある。
ただし、既に亡くなっており、名前も一部でしか聞けない為、容姿はおろか種族もわからない。
マナの力に心酔し、マナの木の根元に工房を構えて研究に没頭。
惑星から抽出した強力なマナを秘めた魔石『火石(ひせき)』の生成に成功するが、それを我が物にしようとした妖精の長アイオンに目を付けられ、彼のよこした軍団に幾度となく攻撃される。
アニスはその度に撃退していたが、数十年繰り返される猛攻についに敗北。
その命は絶たれ、マナの木も戦火によって焼失してしまった。
『聖剣伝説4』では千年前の大樹の巫女。当初は大魔女とは程遠い心優しい女性だった。
樹の民の中でも大樹や精霊との感応能力がズバ抜けて高く、わずか8歳で先代の後を引き継ぐ。
大樹の祠に暮らしながら務めを果たしていたので島の人々とのプライベートな関わりはなく、友人と呼べる人もいなかったが、当時の守人の長グランスと出会ってからは彼から外の話を聞くのが楽しみで、次第に惹かれ合う仲となっていく。
しかし大樹の奥底から発せられる不穏な波長にアニスは少しずつ侵されていき、ついに滅びのこだまにその身を奪われてしまう。
精神を乗っ取られたアニスは魔界の扉を開き、世界を混沌に沈めようと動き出す。
最愛の人グランスにすら攻撃を仕掛けるが、こだまに侵されて苦悶するグランスを見てアニスは部分的に正気を取り戻す。
世界を滅びのこだまから救う為、アニスは聖剣に貫かれることを望みグランスも迷いを捨てる。
しかしグランスがこだまに侵されたせいで聖剣が穢れてしまい、世界の邪を振り払うことに失敗。
事件の千年後(本編の時代)に再び魔界の扉が開いたことで現世に舞い戻り、現在の大樹の巫女リチアに取り憑くと世界を滅ぼそうと画策する。
大魔女アニスは瞬く間にリチアの精神を蝕んでいき、一年後エルディがイルージャに戻った頃には完全に肉体を乗っ取ってしまっていた。
冥界と化した世界で王妃になる事を望み、王となるのはストラウドではなくエルディだと誘惑する。
それを見透かしたストラウドに聖剣で貫かれるが、こだまに侵された冥王の剣ではアニスを滅ぼす事などできるはずもなかった。
本作のラスボスはメデューサとなった彼女(リチア)。
下半身は双頭の大蛇に変化し、本体は強力なバリアで守られている。
新たな聖剣の勇者エルディによって倒されると彼女の心は清く浄化され、タナトスから解放されたその魂は愛しのグランスと共に光の中へ消えていった。
『TRIALS of MANA』と『HEROES of MANA』では、アニスの鏡を通して別時空から現世に現れた滅びの神。
女神になりそこねた嫉妬と哀しみの存在と言われ、数多の世界に破滅の呪いを持って現れてはその世界を混沌に引きずり落とそうとする。魔界の扉を開き世界を滅ぼそうとする。ピンク色の髪に樹木を思わせるドレスや装飾で飾った美女。遥か昔に、大魔導師グラン・クロワにより封印されたと言われている、
『聖剣伝説3』の前日譚の『HEROES of MANA』では、2年前に子を流産してしまい哀しみにくれていたセシリアの心の隙に付け込み、ペダンの科学力をもって世界各国に攻撃をしながら混沌の基になるアニスの鏡を設置して回る。
アニスの鏡をΨの字に置いて異界への扉を開き滅びの母神としてその姿を現すも、聖剣を携えた勇者ロジェとその仲間によって打ち倒された。
第一形態は妖魔化した巨大バジリオスの姿で名前表示は「滅びの母神」。
最大3体のダミーと共に出現する。
それを倒すと第二形態として黒いイタチのような影の姿になり名前も「滅びの母神アニス」に。
倒れても一度は復活するが聖剣でトドメを刺され消滅していった。
その19年後を描いた『3』のリメイクの『TRIALS of MANA』ではクリア後に出現するアニスの禁域にて、隠しボスとして待ち構えている第一形態のアニスと第二形態のアニスドラゴンの二つが存在する。
たとえ倒したとしてもマナの女神ある限りアニスもまた不滅であり、いずれまた復活するという。

### ルク
聖剣伝説シリーズの世界観における通貨。

### 回復アイテム
シリーズでは、薬草、ポーションに代わり、まんまるドロップ、ぱっくんチョコ、はちみつドリンクなどの独特なお菓子が回復アイテムとして登場している。

## スタッフ
- 石井浩一 - 聖剣シリーズの生みの親であり、主にプロデューサーおよびグラフィックを担当する。
- 田中弘道 - プロデューサー（2）、ディレクター（3）
- 河津秋敏 - プロデューサー（LEGEND OF MANA）
- 伊藤賢治 - 音楽（FF外伝・4・新約 聖剣伝説・CHILDREN of MANAの一部）
- 菊田裕樹 - 音楽（2・3・RISE of MANAの一部）
- 下村陽子 - 音楽（LEGEND OF MANA、HEROES of MANAの一部）
- 亀岡慎一 - 2・3・LEGEND OF MANA・新約 聖剣伝説のキャラクターデザインほか
- 磯野宏夫 - イメージイラストなど。
- 結城信輝 - キャラクターイラスト（3）
- 池田奈緒 - イラスト原案（LEGEND OF MANA）、キャラクターデザイン（4・CHILDREN of MANA）ほか
- 吉岡愛理 - 4・CHILDREN of MANA・VISIONS of MANAのモンスター、ボスデザインなど。
- 生田美和 - LEGEND OF MANA（共同）、新約のシナリオ。
- 井上信行 - LEGEND OF MANA（共同）のシナリオ。
- 加藤正人 - シナリオ原案（4・CHILDREN of MANA）、シナリオ（HEROES of MANA）
- 小山田将 - 聖剣シリーズプロデューサー(RISE of MANA以降の作品、1-3のリメイク等)。
- HACCAN - 聖剣シリーズイラスト(RISE of MANA以降の作品、1-3のリメイク等)。

## 漫画
聖剣伝説レジェンドオブマナ　

『月刊ファミ通Bros』連載。作画は天野シロ。全5巻（2008年発刊の新装版は上下巻）。
聖剣伝説 PRINCESSofMANA 　

『ガンガンパワード』2006年No.1から、休刊後はガンガンONLINEにて連載。作画はヨシノサツキ。『聖剣伝説DS CHILDREN of MANA』から300年後の物語として展開している。